# Edelare
Edelare is een dorp in de Vlaamse Ardennen, in de Belgische provincie Oost-Vlaanderen, het was een zelfstandige gemeente tot aan de gemeentelijke herindeling van 1965.
Edelare ligt op de hellingen van de Edelareberg, ten zuiden van Oudenaarde, en wordt doorsneden door de N8 richting Brakel. Vermoedelijk bestond dit traject reeds ten tijde van het Romeinse Rijk. Het dorp telt net geen 1000 inwoners.

## Geschiedenis
Historisch gezien maakte Edelare onderdeel van de baronie Pamele uit en gold als één eenheid met de dorpjes Volkegem en Leupegem, die samen onder de voogdij van de Abdij van Ename stonden. De naam Edelar duikt voor het eerst op in 1110, toen de altaren van de drie dorpjes officieel aan Ename geschonken werden. Dit vormt meteen een bewijs dat het Sint-Martinuskerkje er toen reeds gestaan moet hebben: tussen 1300 en 1400 bevond zich op de flank van de heuvel een kapel die geleidelijk tot kerk is verbouwd. In de 19de eeuw was deze kerk echter zeer bouwvallig geworden; ze was daarenboven grondig verbouwd. De lokale priester maakte ze opnieuw bruikbaar. In 1973 brandde ze af en diende grotendeels gerestaureerd te worden.
Boven op de Edelareberg, grenzend aan Mater, bevindt zich het gehucht Kerselare. Dit is een bedevaartsoord, dat medio 15de eeuw ontstond nadat de dochter van de baron van Schorisse op miraculeuze wijze genezen zou zijn door toedoen van een Mariabeeld. Daar dit beeld oorspronkelijk aan een kersenboom hing, werd die plek Kerselare genoemd. De baron bouwde er uit dankbaarheid een Onze-Lieve-Vrouw van Kerselarekapel. Nog volgens de overlevering zou de baron tijdens een bedevaart naar het Heilige Land in Egypte door een krokodil aangevallen zijn, en door interventie van Maria gered. Deze krokodil in kwestie werd vervolgens gebalsemd en in de kapel gehangen. De krokodil, of een replica ervan, werd evenwel samen met de kapel door een brand verwoest in 1961. De nieuwe modernistische kapel is een betonnen constructie ontworpen door Juliaan Lampens en tevens een van zijn bekendste werken. 

## Demografische ontwikkeling
- Bronnen:NIS, Opm:1831 tot en met 1961=volkstellingen

## Bezienswaardigheden

Een oorlogsmonument op de flank van de Edelareberg

- Onder het oppervlak van de Edelareberg bevindt zich een uitgebreid militair bouwwerk, het Kezelfort. Het fort is tijdens het Verenigd Koninkrijk der Nederlanden als verdediging tegen Frankrijk opgericht en maakte deel uit van de zogenaamde Wellingtonbarrière: het diende om mogelijke Franse aanvallen vanop de heuveltop af te slaan en de Schelde in de gaten te houden. Na de oprichting van België werden de militaire uitkijkposten afgebroken; het gangennetwerk is daarentegen bewaard gebleven. Het fort is nu een zeer belangrijke overwinteringsplaats voor vleermuizen.
- De familie Thienpont bouwde daarenboven in de late 19de eeuw een neogotisch landhuis op het terrein. Vermits het gebied tot op heden in de handen van deze familie is, is het fort niet vrij toegankelijk.
- De Sint-Martinuskerk
- Het centrum van Edelare is geklasseerd als beschermd dorpsgezicht.

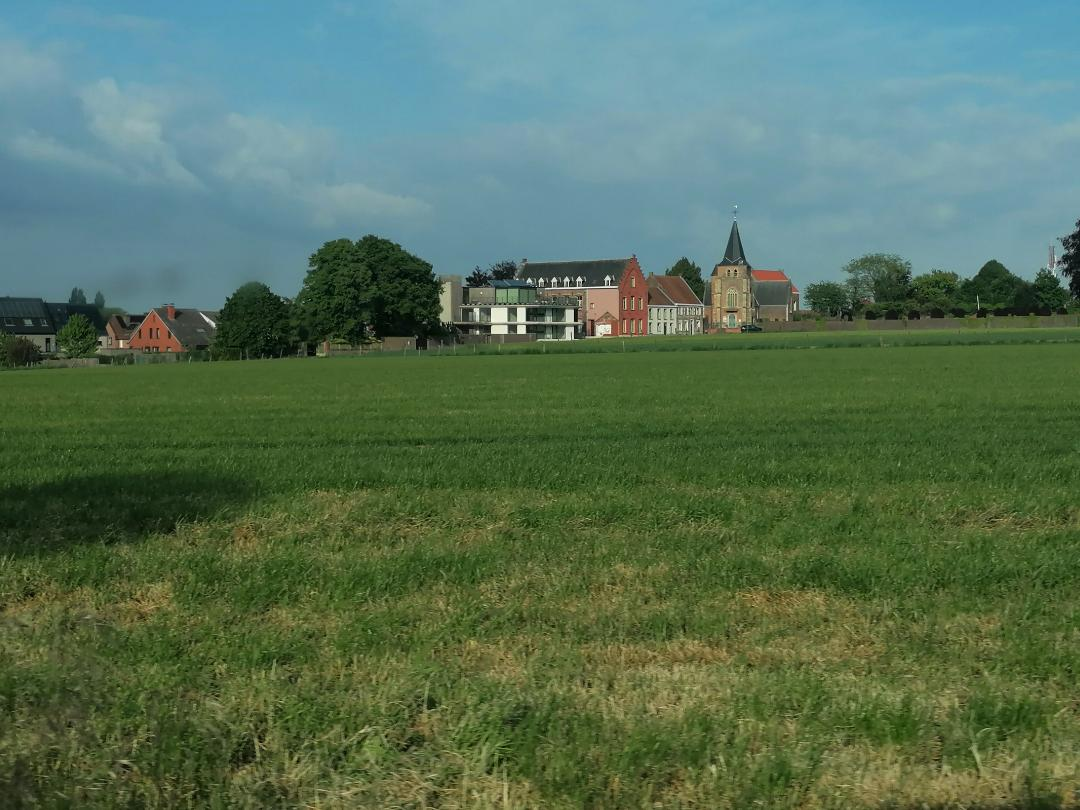
Zicht op Edelare van de Ommegangstraat

- Zicht op Edelare van de Ommegangstraat

## Natuur en landschap
Edelare ligt nabij de Schelde. De hoogte varieert van 12,5 tot 55 meter. De Edelareberg bereikt een hoogte van 86 meter.

## Folklore
In Kerselare vindt elk jaar een kermis plaats waar men een lokaal soort snoepje verkoopt, bekend als de lekkies.

## Bekende inwoners
Een bekende inwoner van Edelare was de schilder Jos Van Den Abeele, wiens graf men op het oude kerkhof kan bezoeken.

## Nabijgelegen kernen
Oudenaarde, Leupegem, Ename, Etikhove, Volkegem
Deelgemeenten: Bevere · Edelare · Eine · Ename · Heurne · Leupegem · Mater · Melden · Mullem · Nederename · Oudenaarde · Volkegem · Welden

Belgische gemeenten · Arrondissement Oudenaarde · Oost-Vlaanderen · Vlaanderen